# ويليام ك. ويب
ويليام ك. ويب (بالإنجليزية: William C. Webb)‏ هو قاضي وسياسي أمريكي، ولد في 1824، وتوفي في 24 أبريل 1898. حزبياً، نشط في الحزب الجمهوري. وقد انتخب عضو جمعية ولاية ويسكونسن.